# Henri Dunant
Jean Henri Dunant [žán ánri dynán], též Henry Dunant (8. květen 1828 Ženeva – 30. říjen 1910 Heiden), byl švýcarský podnikatel a humanista, iniciátor a spoluzakladatel Mezinárodního Červeného kříže, iniciátor Ženevských úmluv a první nositel Nobelovy ceny za mír z roku 1901.

## Život

### Mládí a začátky podnikání (1828–1858)
Jean Henri Dunant se narodil v rodině významného ženevského obchodníka. Jeho rodina byla kalvínského vyznání a podporovala péči o sociálně slabé. Rodiče se věnovali charitativní činnosti a to výrazně ovlivnilo Henriho i jeho čtyři sourozence. Už jako student se zapojil do křesťanských mládežnických spolků se sociálním zaměřením. Charitě se věnoval i po skončení studií vedle svého povolání bankovního úředníka. V roce 1853 se stal členem švýcarské společnosti Compagnie genevoise des colonies suisses, která chtěla podporovat rozvoj zemědělství, především pěstování pšenice, v severní Africe a pracovně navštívil Alžírsko, Tunisko a Sicílii. Své zkušenosti publikoval v roce 1858 v knize Zápisky o Tunisu (Notice sur la Régence de Tunis), což mu získalo přístup do několika vědeckých společností a přízeň významných osobností. Založil Finanční a průmyslovou mlynářskou společnost v Alžírsku a obrátil se s žádostí o podporu přímo na císaře Napoleona III., který v té době se svou armádou bojoval v Lombardii s Rakouskem. Císař předběžně souhlasil a Dunant odjel do Itálie, aby se s ním osobně setkal a předložil mu své návrhy.

### Založení Červeného kříže (1859–1866)

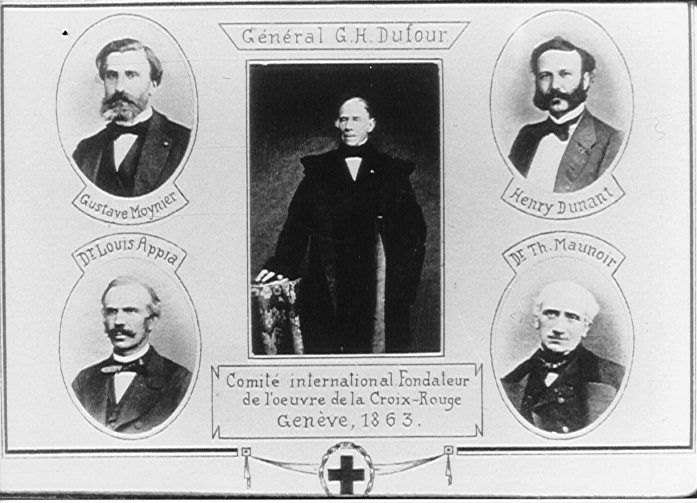
Mezinárodní výbor na pomoc raněným vojákům

Večer 24. června 1859 viděl následky krvavé bitvy u vesnice Solferino, v níž padlo téměř 40 000 vojáků a na bojišti zůstaly ležet tisíce raněných bez pomoci i několik dní. Dunant spontánně organizoval záchranné práce za přispění civilního obyvatelstva. Pomohl zřídit provizorní nemocnici, kde se ošetřovalo bez ohledu na národnost zraněných vojáků. Za svou činnost byl roku 1860 vyznamenán řádem sv. Mauricia a sv.Lazara italského království. Otřesný zážitek popsal v knize s názvem Vzpomínka na Solferino, která byla vydána v roce 1862 a setkala se s velkým ohlasem. Utrpení vojáků ho přivedlo na myšlenku vytvoření humanitární organizace založené na neutralitě a dobrovolnosti, jejímž posláním bude péče o raněné ve válkách a ochrana zdravotnického personálu. Realizaci této myšlenky věnoval další období svého života. Cestoval po Evropě a přesvědčoval významné osobnosti a státníky o potřebě založení takové organizace. Za přispění ženevského právníka Gustava Moyniera v únoru 1863 založili Mezinárodní výbor pro pomoc raněným vojákům, který je od roku 1876 známý jako Mezinárodní výbor Červeného kříže. Vedle Dunanta a Moyniera tzv. výbor pěti tvořili Guillaume Henri Dufour, dr. Louis Appia, dr. Theodore Maunior. Na konferenci v Ženevě se v říjnu 1863 sešlo 36 delegátů z 16 evropských zemí. Účastníci se shodli na zásadách činnosti a jako symbol organizace přijali červený kříž na bílém poli – inverzní provedení státní vlajky Švýcarska. Dunant pokračoval ve své kampani za mezinárodní uznání organizace. V srpnu 1864 se konala ustavující konference, na které byla podepsána První ženevská úmluva, kterou v následujících letech postupně ratifikovaly další evropské státy. Dunant byl mezinárodně respektovanou osobností, v roce 1865 mu Napoleon III. udělil řád Čestné legie, ale mezi ním a výborem postupně narůstaly konflikty.

### Období neúspěchů (1867–1890)
Na rozdíl od výboru v čele s Meynierem Dunant zastával názor, že posláním Červeného kříže je nejen péče o raněné, ale také šíření humanitárních principů a boj proti válce samotné. Dunant zůstal nepochopen, rezignoval na svůj post sekretáře výboru Červeného kříže a zanedlouho organizaci opustil. Nedařilo se mu v podnikání a v roce 1867 musel ohlásit bankrot, což v konzervativní Ženevě znamenalo ztrátu prestiže a společenskou izolaci. Usadil se v Paříži, kde ve skromných podmínkách pokračoval v šíření svých idejí humanismu, sociální spravedlnosti a rovnosti. Roku 1871 pomáhal v pařížských ulicích raněným komunardům, během prusko-francouzské války založil mezinárodní Alianci pro pořádek a civilizaci, angažoval se v otázce válečných zajatců a lidských práv.
Mezi lety 1874 a 1890 žil Henri Dunant osamoceně na různých místech Evropy, finančně podporován několika přáteli a vzdálenými příbuznými. O jeho životě v tomto období není mnoho známo.

### Nobelova cena a závěr života (1891–1910)

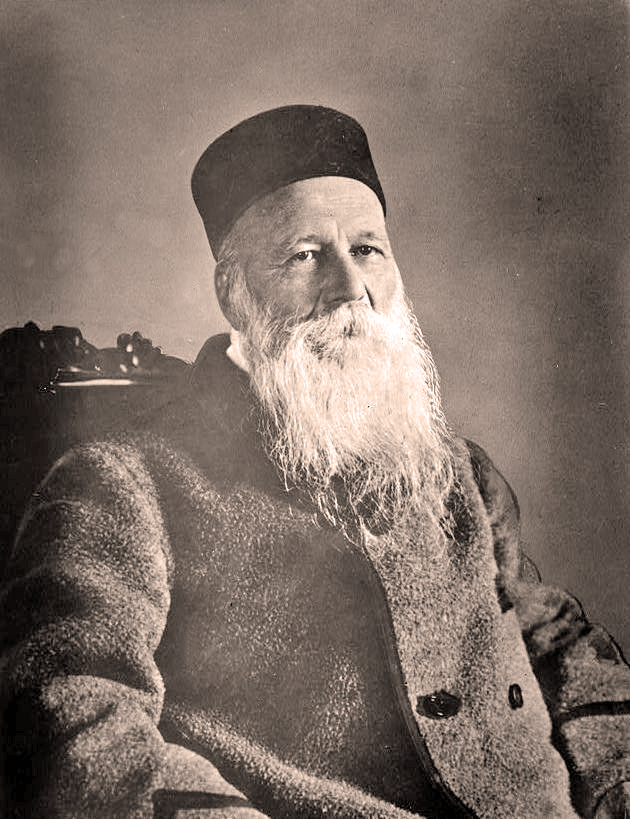
Henri Dunant v roce 1891

Počátkem devadesátých let pobýval ve švýcarském městečku Heiden, kde se spřátelil s učitelem Wilhelmem Sondereggerem a na jeho podnět začal psát své paměti a založil zde pobočku Červeného kříže. Stal se zde váženým občanem. V roce 1894 jej v Heidenu navštívil novinář Georg Baumberger. Jeho články o smutném osudu zakladatele Červeného kříže proběhly tiskem a zalarmovaly světovou veřejnost, která mu vyjadřovala své sympatie a podporu. Dunant znovu začal publikovat články a eseje, v nichž mj… zdůrazňoval významnou úlohu žen v mírovém hnutí a zasazoval se za rovná práva žen. Roku 1901 dostal jako první člověk Nobelovu cenu míru (společně s Frédéricem Passym). Vzhledem k zdravotnímu stavu si nemohl Dunant Nobelovu cenu převzít osobně. Peníze, které z této ceny získal, věnoval na charitativní účely.
V dalších letech se Dunant dočkal ještě dalších ocenění, především čestného doktorátu heidelberské univerzity.
Poslední roky svého života prožil v nemocnici v Heidenu, trpěl depresemi, které měly původ v jeho neutěšené finanční situaci. Nedořešena zůstala jeho roztržka s Výborem červeného kříže a jeho ředitelem Gustavem Meynierem. Henri Dunant zemřel 30. října 1910 v Heidenu ve věku 82 let. Byl pohřben tiše a bez ceremonií na hřbitově Sihlfeld v Curychu.
Den jeho narozenin 8. května je slaven jako Světový den Červeného kříže a Červeného půlměsíce.